# SOCARENAM
SOCARENAM (Société Calaisienne de Réparation Navale et Mécanique) je francouzská loděnice pracující jak pro vojenský, tak civilní sektor. Zaměřuje se na stavbu menších plavidel (např. rybářské lodě a remorkéry), pro ozbrojené složky zejména hlídkových lodí.

## Historie
Společnost byla založena roku 1961 v Calais. Roku 1969 zahájila provoz její druhá loděnice (v Boulogne-sur-Mer) a roku 1973 třetí (v Dunkerque). Od roku 1989 patří k firmám, jejichž akcie vlastní zaměstnanci. Roku 2009 společnost získala loděnici v Saint-Malo, která se specializuje na hliníková plavidla. V roce 2014 obnovila loděnici v Étaples.

## Hlavní projekty (výběr)
Belgie
- Belgické námořnictvo

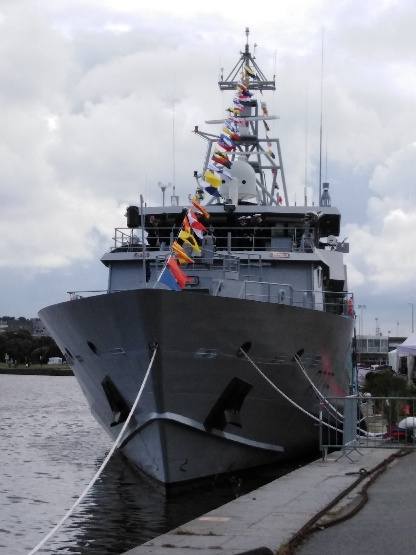
La Combattante (P735) třídy La Confiance

  - Třída Castor (2 ks) – hlídková loď[2]

 Francie
- Francouzské námořnictvo
  - Třída Félix Éboué (Patrouilleur Outre-Mer, 6 ks) – oceánská hlídková loď pro službu v koloniích
  - Třída La Confiance (3 ks) – hlídková loď[2]
  - EDA-R (8 ks) – výsadkový katamaran[3]
  - EDA-S (14 ks) – vyloďovací člun
  - Třída Antarès (3 ks) – minolovka[3]
  - Alizé (A645) – podpůrná loď pro potápěče[3]

- Maritime Gendarmerie[4]
  - Třída Maroni (Vedettes Côtières de Surveillance Maritime de Nouvelle Génération, 3 ks) – pobřežní průzkumná plavidla[5]
  - 28metrový hlídkový člun (4 ks)
  - 32metrový hlídkový člun (2 ks)
  - 43metrový hlídkový člun (2 ks)
  - 53metrová hlídková loď (2 ks)[2]
  - Třída PCG – V září 2022 získalo konsorcium tvořené společnostmi Socarenam a CNN MCO kontrakt na stavbu první ze čtyř plánovaných oceánských hlídkových lodí nové generace. Plavidlo má mít délku 46 metrů a výtlak 350 tun. Dodáno má být roku 2024.[6]

 Polsko
- Polská pohraniční stráž
  - Generał Józef Haller (SG-301) – V říjnu 2020 objednány tři 70metrové oceánské hlídkové lodě.[7]